# رابطة الترفيه المرئي البريطانية
رابطة الترفيه المرئي البريطانية (اختصاراً بيس) هي منظمة ترفيه منزلي عبر الفيديو تأسست عام 1980م باسم جمعية الفيديو البريطانية (بالإنجليزية: British Video Association)‏. ويضم أعضاؤها استوديوهات بي بي سي واستديوهات هوليوود.  تنظم الجمعية حفل توزيع الجوائز السنوي (بالإنجليزية: The BASE Awards)‏ (سابقًا جوائز الفيديو البريطانية) في لندن.  كما قامت الجمعية في عام 2016م بتغيير مسماها من جمعية الفيديو البريطانية إلى رابطة الترفيه المرئي البريطانية.
أبلغت الجمعية عن زيادة بنسبة 61٪ في مبيعات أقراص دي في دي إلى جانب تضاعف التحميل غير القانوني لملفات الأفلام والتلفزيون ثلاث أضعاف في عام 2003م.
أعلنت الجمعية في عام 2010م عن حقيقة فشل ما يقارب الستة ملايين شخص في المملكة المتحدة في الحصول على إشارة تلفزيونية عالية الدقة لأجهزة التلفزيون التي كانت جاهزة للعرض بدقة عالية.

## روابط خارجية
- الموقع الرئيسي